# Adzukiböna
Adzukiböna (Vigna angularis), även kallad azukiböna eller adukiböna (på japanska: 小豆 (アズキ), azuki, eller アヅキ, adzuki), är en liten blank och mjäll böna med rött skal som tillhör vignabönssläktet (Vigna). Bönan är rik på protein, fiber och mineraler. Den härstammar från Japan, där den anses renande och är mycket populär, men den odlas även i Kina och andra länder i Östasien.
Bönan används i grytor, pajer, soppor, färser, och desserter, såsom dorayaki. Bönan uppskattas för sin lättsmälthet, lite sötaktiga, mustiga och lite torra smak och är bra för personer med känslig mage. På grund av sin förmåga att lätt mosas vid kokning lämpar sig bönorna till bland annat vegetariska biffar och pajer, gärna tillsammans med starka kryddor.
I Kina och Japan kokas bönan ofta med socker eller honung varefter de mals till en röd bönpasta som används flitigt i bakverk, bland annat dorayaki, och glassar. Bönor som blivit gamla antar dock en besk smak.

## Varieteter
Det finns två beskrivna varieteter:
- Vigna angularis var. angularis (Willd.) Ohwi & H.Ohashi
- Vigna angularis var. nipponensis (Ohwi) Ohwi & H.Ohashi

## Bildgalleri

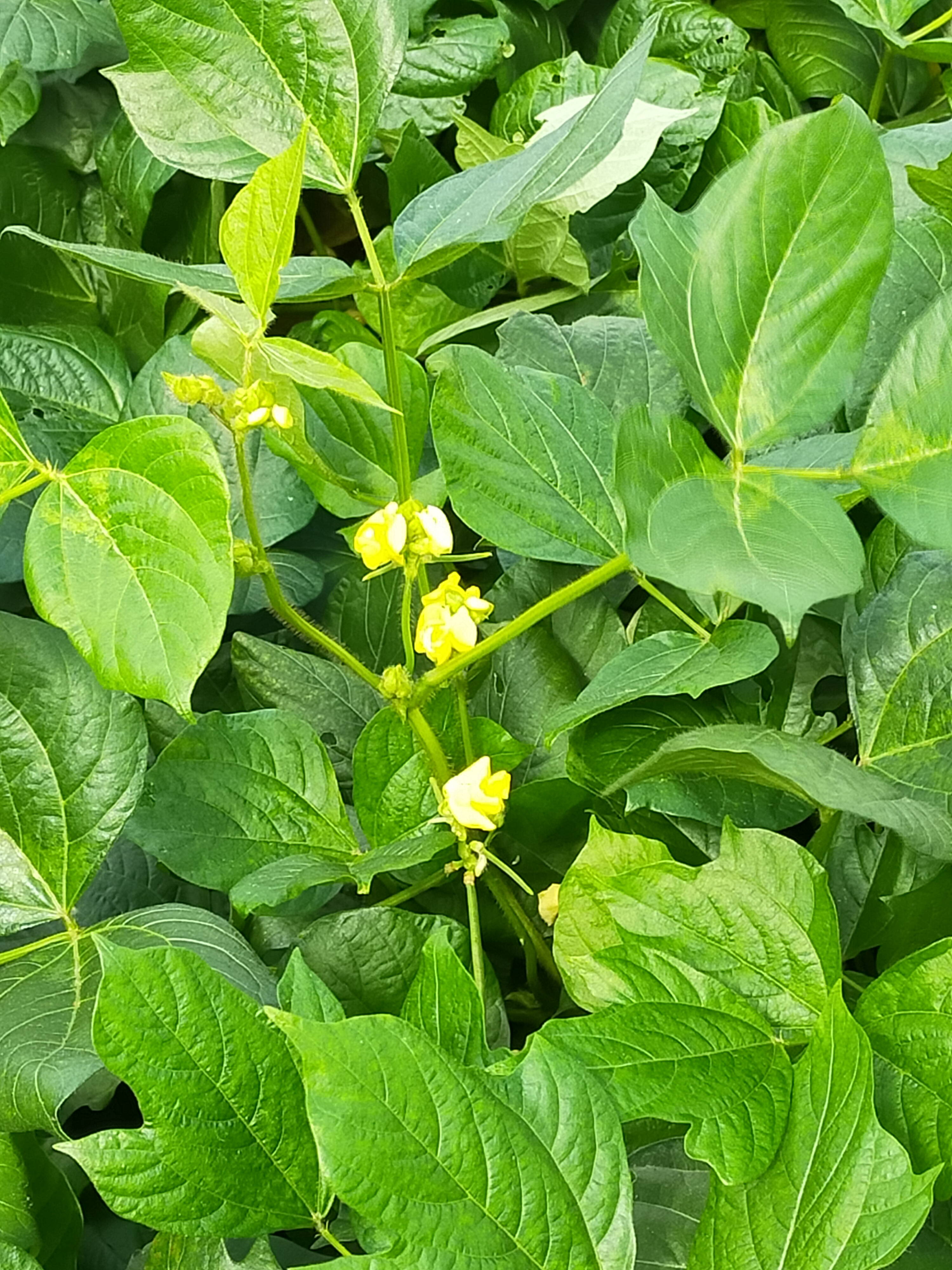
Blad och blommor.
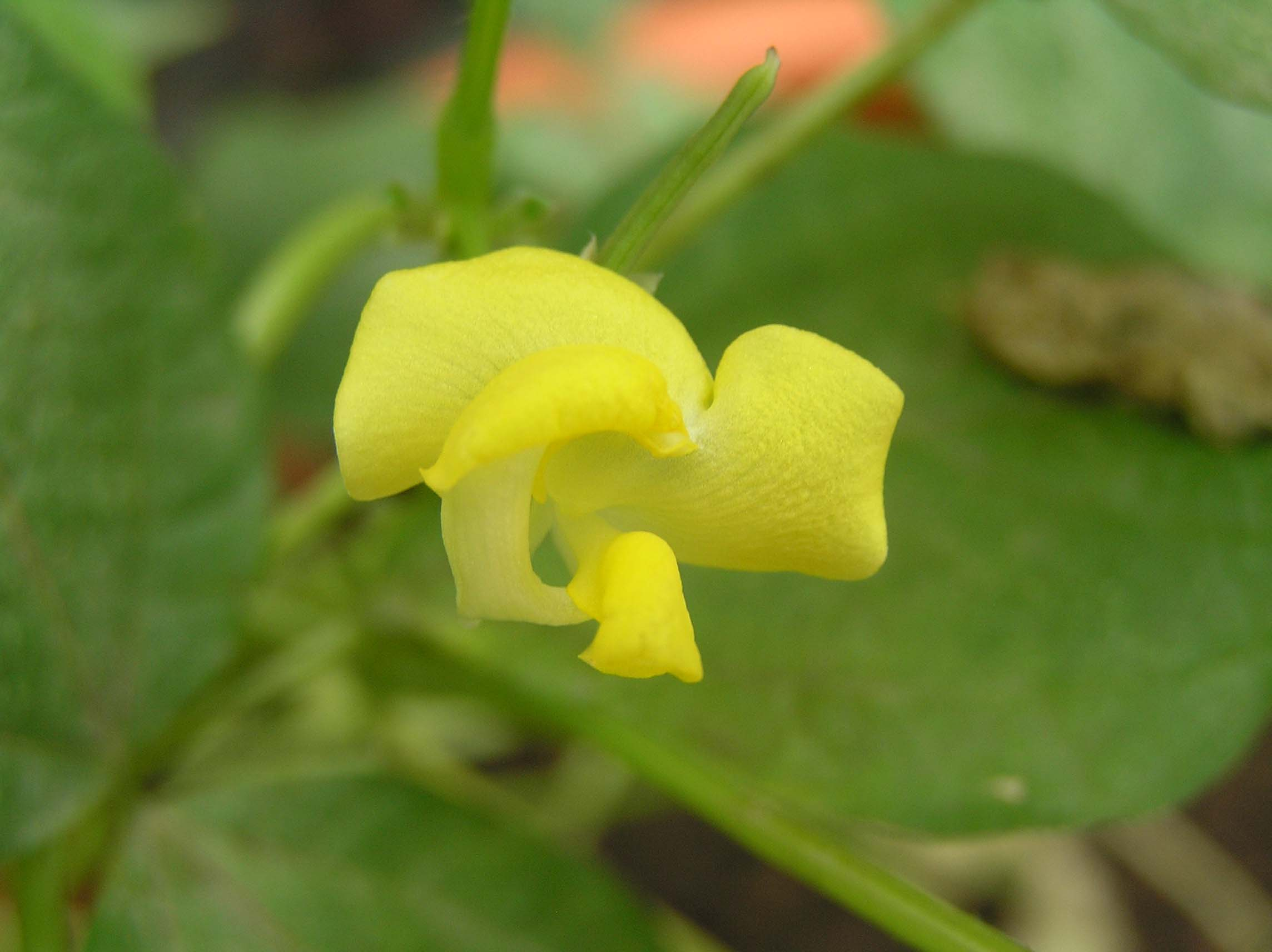
Närbild på blomma.
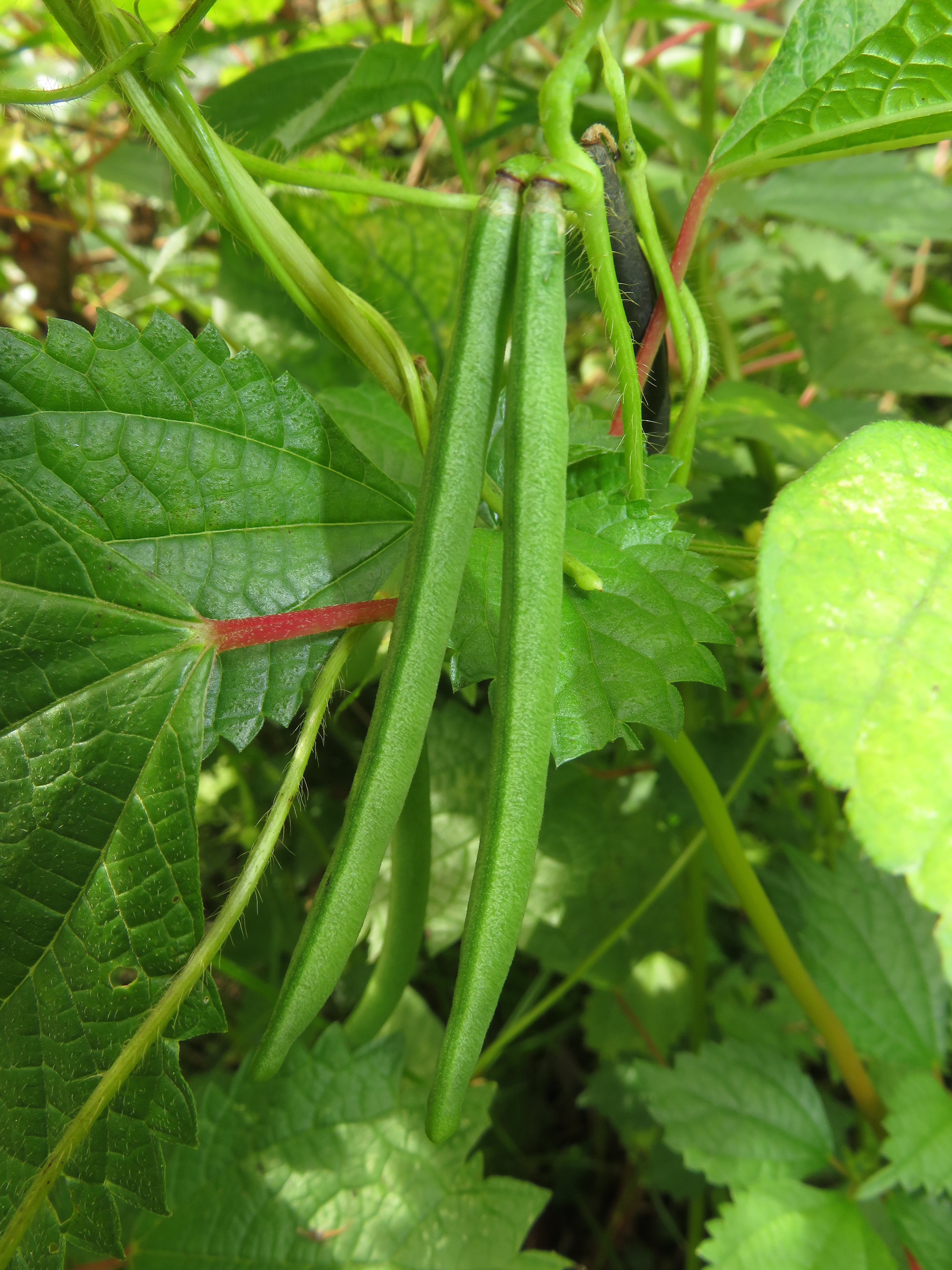
Omogna bönskidor.
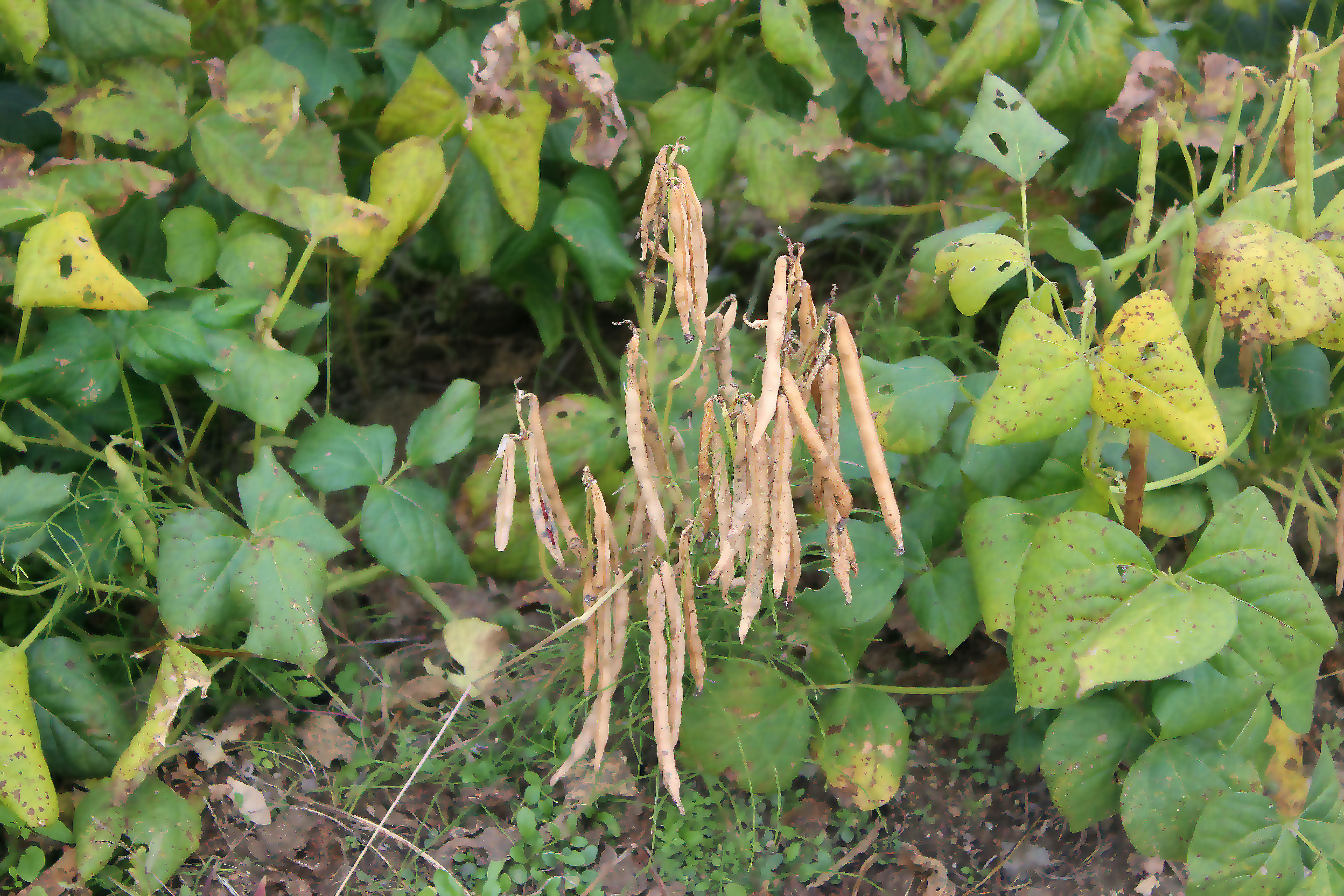
Mogna bönskidor, vitgulaktiga eller svarbrunaktiga.
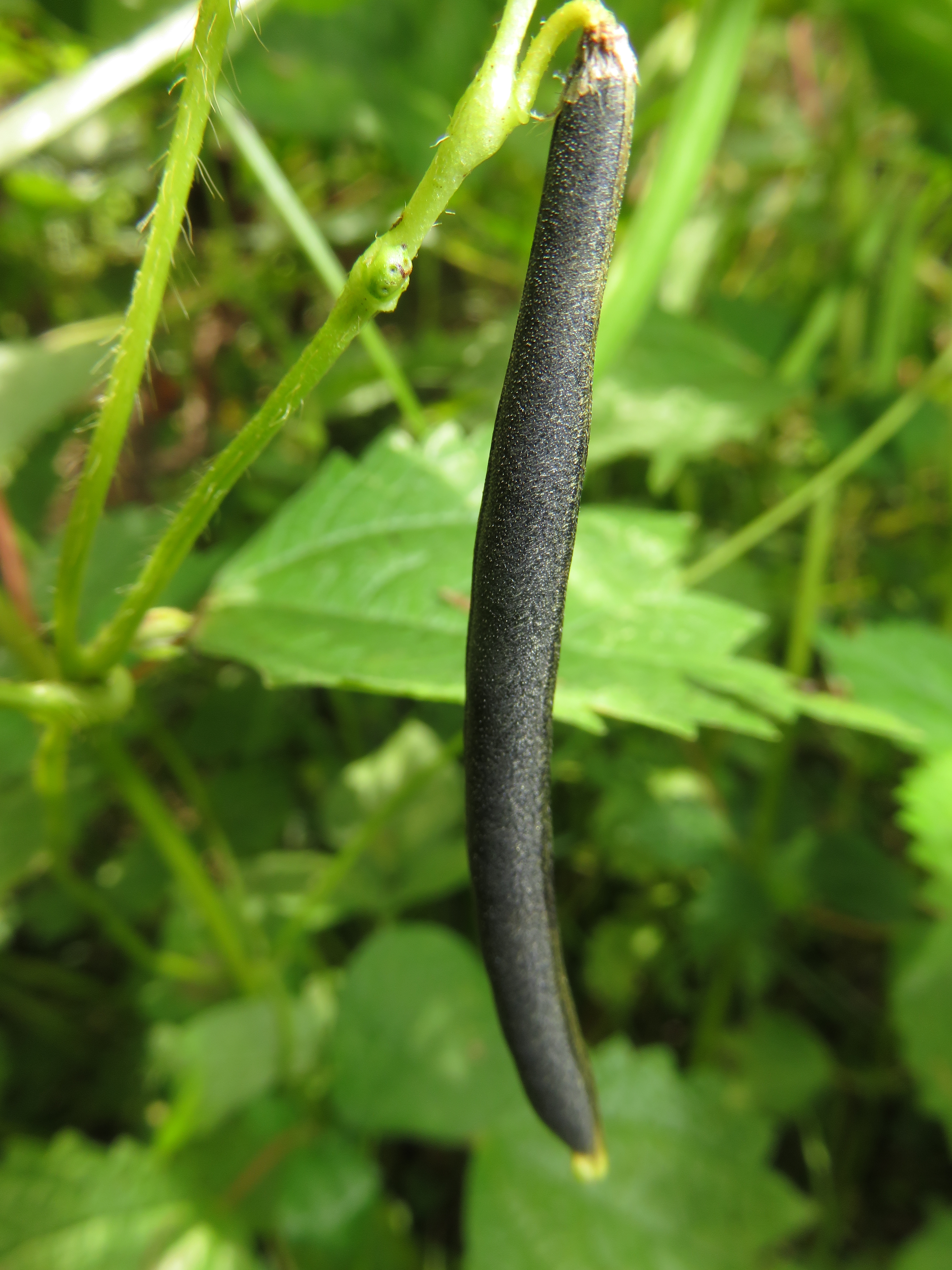
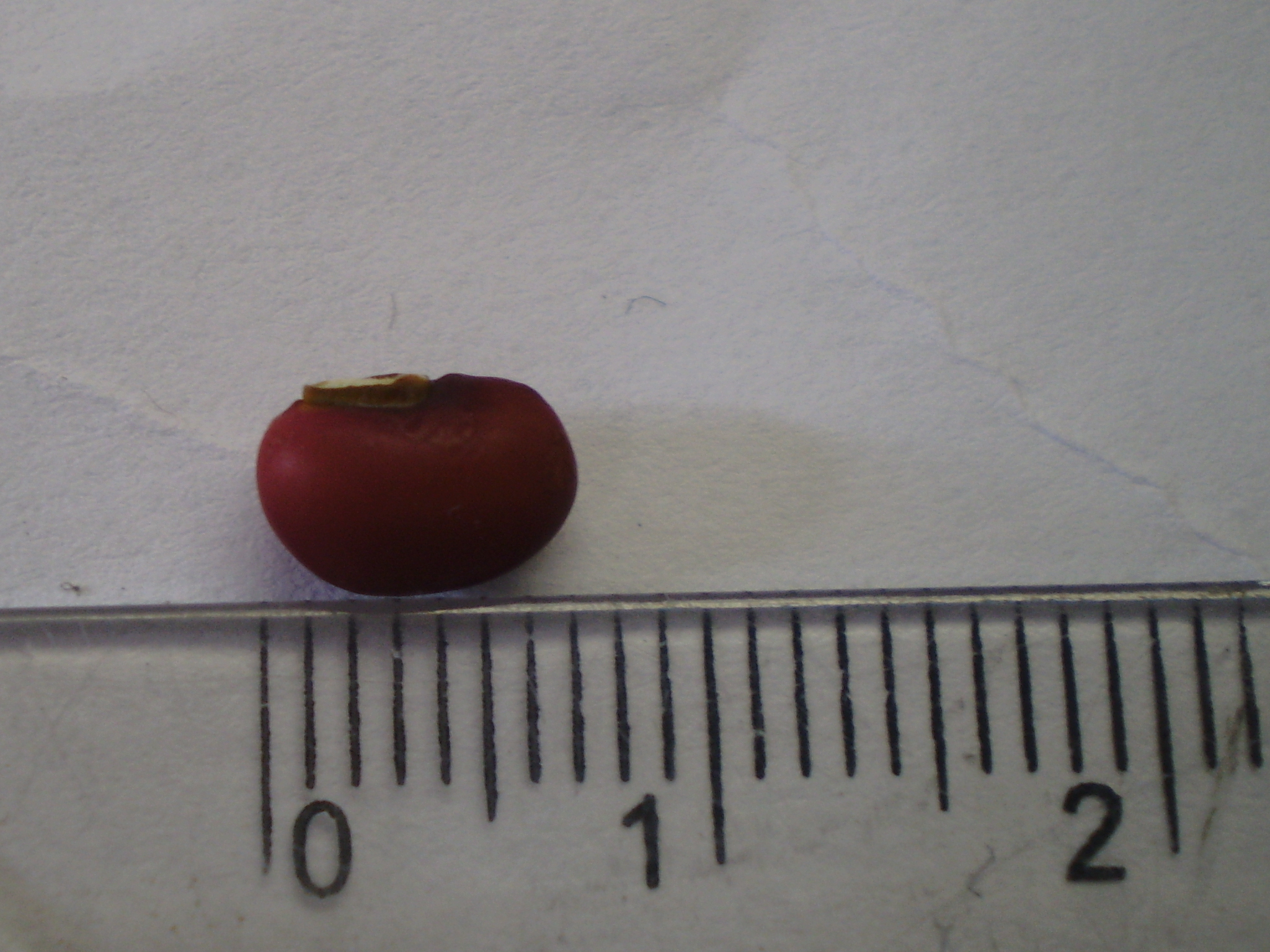
Storleksjämförelse av bönan.
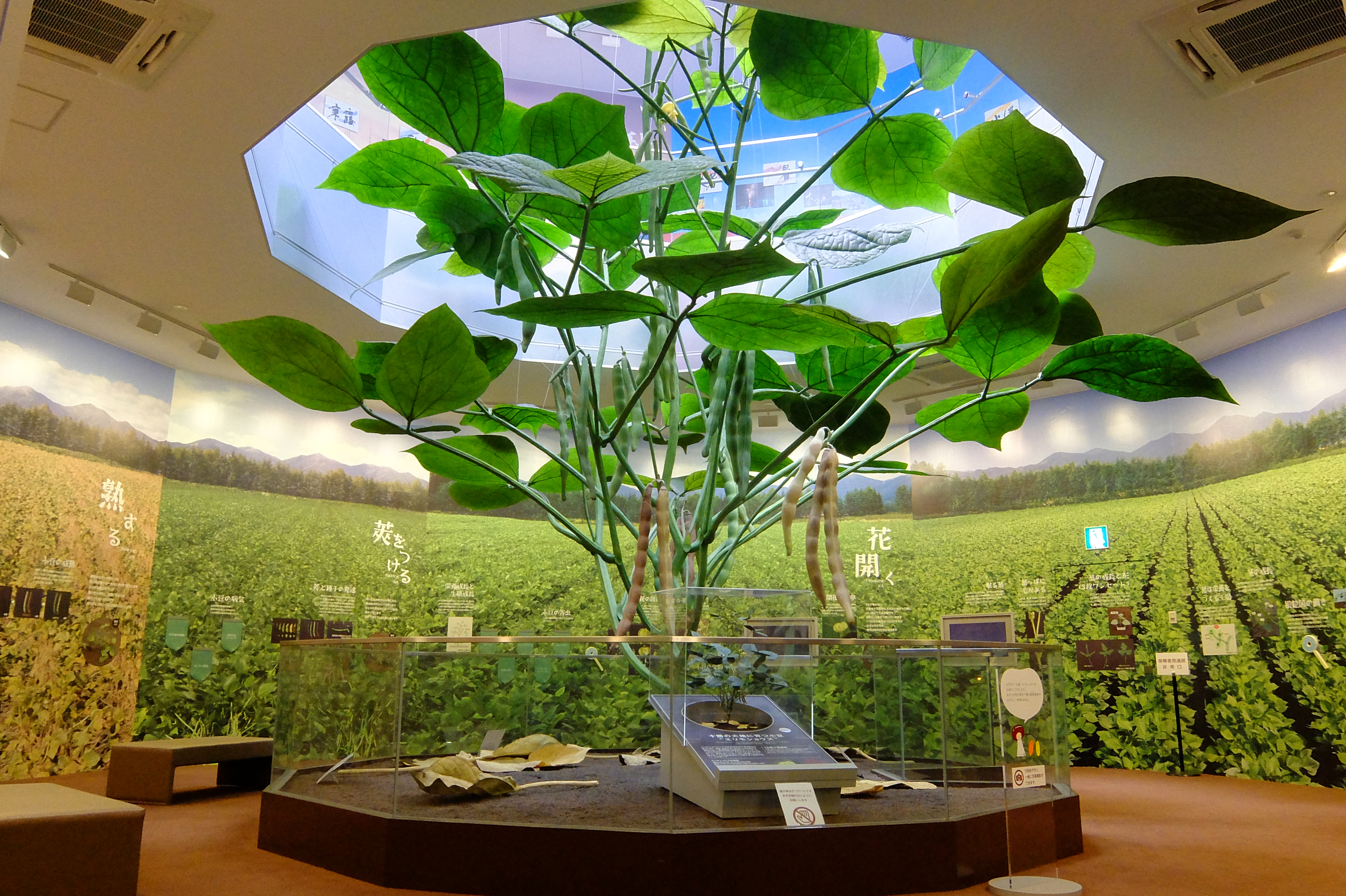
Ett museum med utställning om bönan, Azuki Museum i staden Himeji i Hyōgo, Japan.